# Curtiss XP-22 Hawk
Il Curtiss XP-22 Hawk fu un aereo da caccia monomotore, monoposto e biplano sviluppato dall'azienda aeronautica statunitense Curtiss Aeroplane and Motor Company negli anni venti del XX secolo e rimasto allo stadio di prototipo.
Versione sperimentale del Curtiss P-6A Hawk, venne proposto allo United States Army, l'esercito statunitense, per equipaggiare i reparti della sua componente aerea, l'Army Air Corps, riuscendo a superare i concorrenti nelle prove di volo comparative e aggiudicandosi un contratto di fornitura. Tuttavia l'azienda ritenne di integrare alcune sue parti per sviluppare la versione P-6E poi avviata alla produzione in serie e l'XP-22 rimase l'unico costruito.

## Storia del progetto
Nel 1929 l'Army Air Corps ordinò tre P-11 Hawk per testare il motore sperimentale H-1640 Chieftain da 600 hp (447 kW), un insolito motore radiale 12 cilindri doppia stella raffreddati ad aria, tuttavia questa unità motrice si rivelò inaffidabile, affetta da irrisolvibili problemi di surriscaldamento, e, prima del completamento degli esemplari, uno dei tre venne convertito per utilizzare un più convenzionale radiale Wright R-1820 "Cyclone" a 9 cilindri, da 573 hp (427 kW), essendo completato come YP-20. I test con l'R-1820 si protrassero nel tempo, quindi l'esercito decise invece di acquistare un altro dei tre P-11. Questo divenne l'XP-22.
Vennero apportate alcune modifiche per l'installazione del motore Curtiss V-1570 Conqueror da 700 hp (522 kW). Il radiatore venne spostato, venne montato una nuova cappottatura al motore, all'elemento verticale dell'impennaggio venne aumentata la superficie della deriva e diminuita quella del timone, inoltre sotto la coda venne installato un ruotino d'appoggio orientabile in sostituzione dell'originale pattino. Per queste modifiche la Curtiss addebitò un solo dollaro.
Durante le prove di volo l'XP-22 ha subito una serie di modifiche e miglioramenti, tra cui il passaggio da un carrello di atterraggio a tre montanti a un singolo montante aerodinamico, successivamente dotato di carenatura "a pantalone". Raccordi dal bordo smussato sono stati aggiunti laddove i montanti sono uniti all'ala e la coda è stata un poco ridotta nell'area, allo standard P-6. L'XP-22 era anche il primo caccia dell'esercito capace di superare le 200 mph (322 km/h), raggiungendo la velocità massima di 202 mph (325 km/h).

## Impiego operativo
Nel giugno 1931 la AAC ha avviato un concorso per valutare i modelli P-6, P-12, YP-20 e XP-22. L'XP-22 venne dichiarato vincitore, guadagnando un contratto per la fornitura di 45 esemplari ai quali venne assegnata la denominazione ufficiale Y1P-22. Dopo le prove dall'XP-22 vennero traslati la forma dell'estremità anteriore e il carrello d'atterraggio all'YP-20, diventando l'XP-6E, e i 45 velivoli di produzione sono stati completati su questo standard.

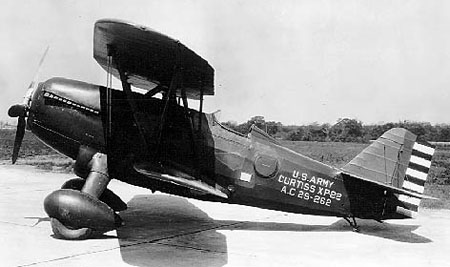

## Utilizzatori
Stati Uniti
- United States Army Air Corps